# Marc Stieger
Marc Stieger (* 22. August 1995) ist ein Schweizer Unihockeyspieler. Seit der Saison 2016/17 steht Stieger als Stürmer beim Ostschweizer Verein UHC Waldkirch-St. Gallen unter Vertrag.

## Karriere

### UHC Waldkirch-St. Gallen
Seit der Saison 2016/17 steht der Nachwuchsspieler als Stürmer beim Ostschweizer Verein UHC Waldkirch-St. Gallen unter Vertrag. Zuvor durchlief er alle U-Mannschaften des UHC Waldkirch-St. Gallen. Zuvor spielte er in der U21 der Ostschweizer. In der Saison 2015/16 wurde er erstmals in den Kader der ersten Mannschaft berufen.
Zur Saison 2016/17 wurde Stieger in Folge seines Alters in den Kader der ersten Mannschaft berufen. Im ersten Spiel der Saison gegen den UHC Uster gelang ihm in der 36. Minute sein erstes NLA-Tor. Nach der Saison, am 30. März 2017, gab der UHC Waldkirch-St. Gallen bekannt, dass Stieger seinen Kontrakt um ein Jahr bis Ende Saison 2017/18 verlängert hat.

### UHC Herisau
Nach Ablauf der Saison 2016/17 wechselte er zum UHC Herisau in die dritthöchste Schweizer Spielklasse.